# Hippocephala guangdongensis
Hippocephala guangdongensis är en skalbaggsart som beskrevs av Hua 1991. Hippocephala guangdongensis ingår i släktet Hippocephala och familjen långhorningar. Inga underarter finns listade i Catalogue of Life.